# Teorema di Lagrange-Dirichlet
In meccanica, il teorema di stabilità di Lagrange-Dirichlet stabilisce un criterio sufficiente alla stabilità in condizione di equilibrio dei sistemi meccanici conservativi.
Il nome del teorema si deve a Peter Gustav Lejeune Dirichlet e a Joseph Louis Lagrange.

Dato un sistema olonomo soggetto a forze conservative e con vincoli perfetti (bilaterali) indipendenti dal tempo, se l'energia potenziale ha un minimo relativo proprio quando il sistema assume una certa configurazione di equilibrio, allora in questo punto il sistema è in equilibrio meccanico stabile, nel senso di Ljapunov.
La dimostrazione si basa sul secondo criterio di Ljapunov per la stabilità dei sistemi dinamici; in tale contesto, l'energia meccanica del sistema viene utilizzata come funzione di Ljapunov.